# Берберська работоргівля

Французька карта Берберського узбережжя (1816 р.)

Берберська работоргівля — торгівля рабами на невільницьких ринків Берберського узбережжя Північної Африки (Магрибі), що включало формально підвладні Османській імперії еялети Алжир, Туніс і Триполітанію та незалежний султанат Марокко, в період між XVI і XIX століттям. Османські держави (еялети) в Північній Африці номінально перебували під османським сюзеренітетом, але насправді вони були квазінезалежними.
Європейські раби захоплювались берберськими піратами під час нападів на кораблі та прибережні міста від Італії до Нідерландів, Ірландії, південного заходу Британії і далі на північ аж до Ісландії. Османське Східне Середземномор'я також було ареною інтенсивного піратства. Ще у XVIII столітті піратство продовжувало залишатися «постійною загрозою для морського сполучення в Егейському морі».

## Масштаби

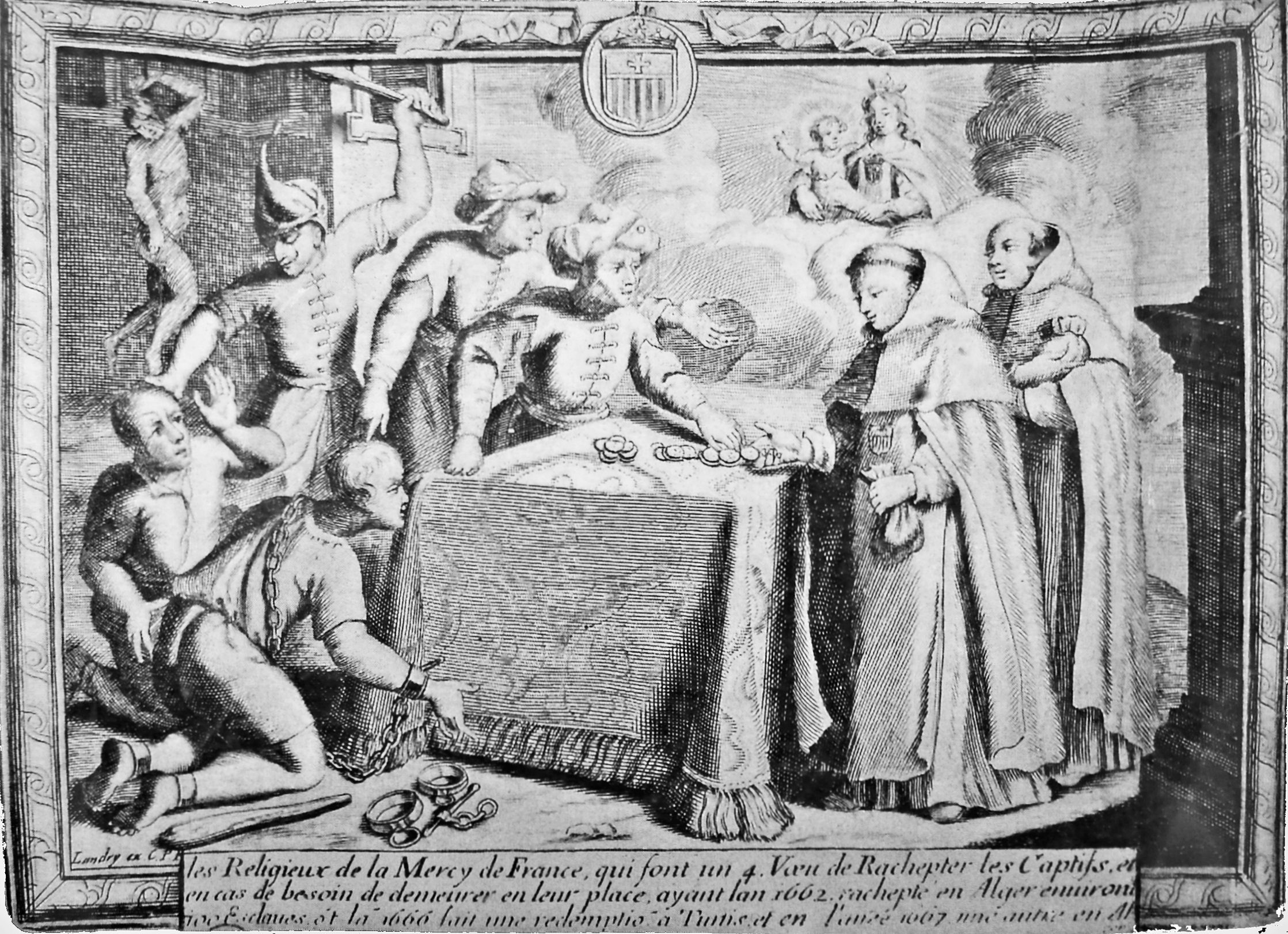
Викуп християнських полонених ченцями-мерседаріями в Берберії

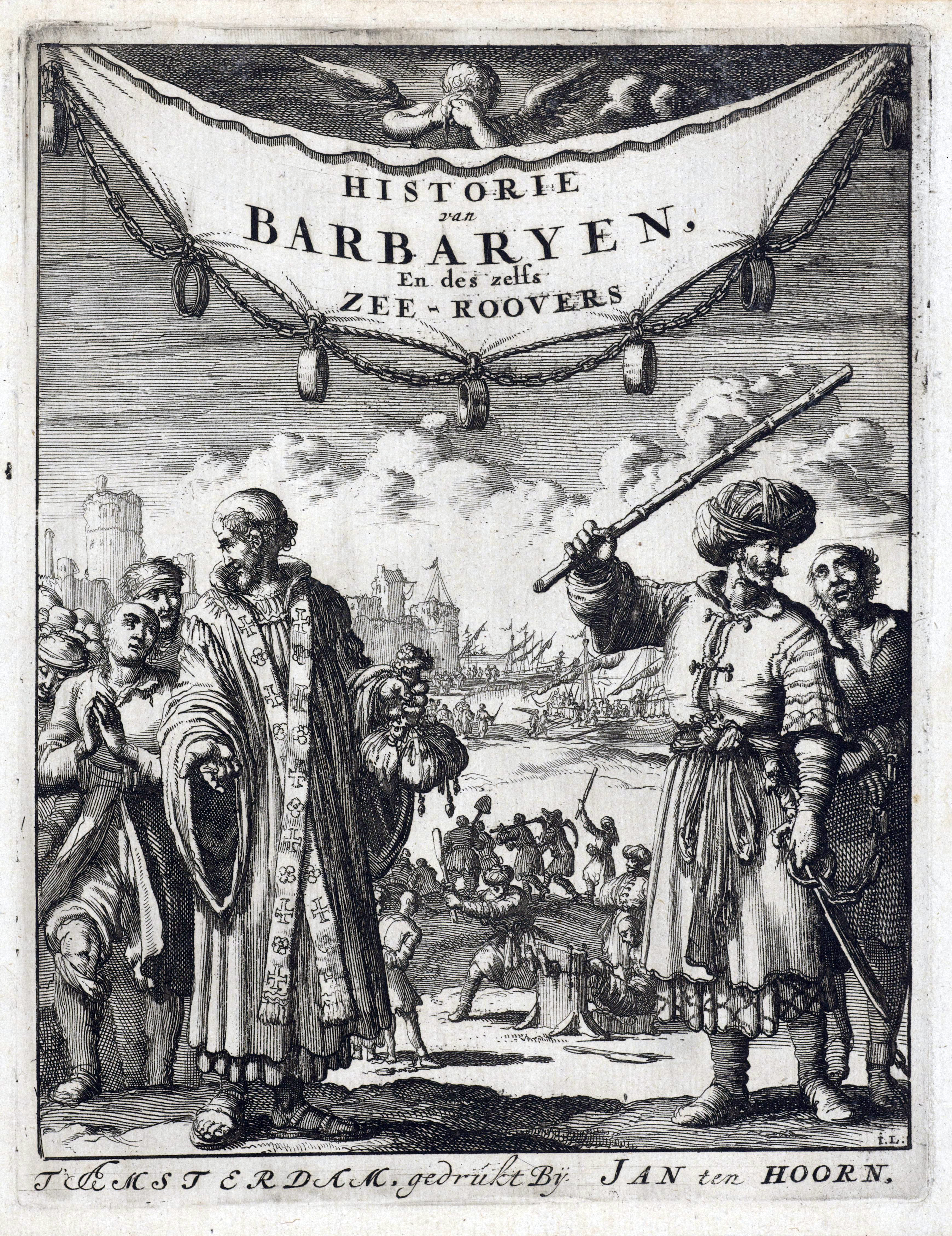
Священнослужитель і турок і з рабами-християнами. Історія Берберії. Ян Люйкен, 1684 рік

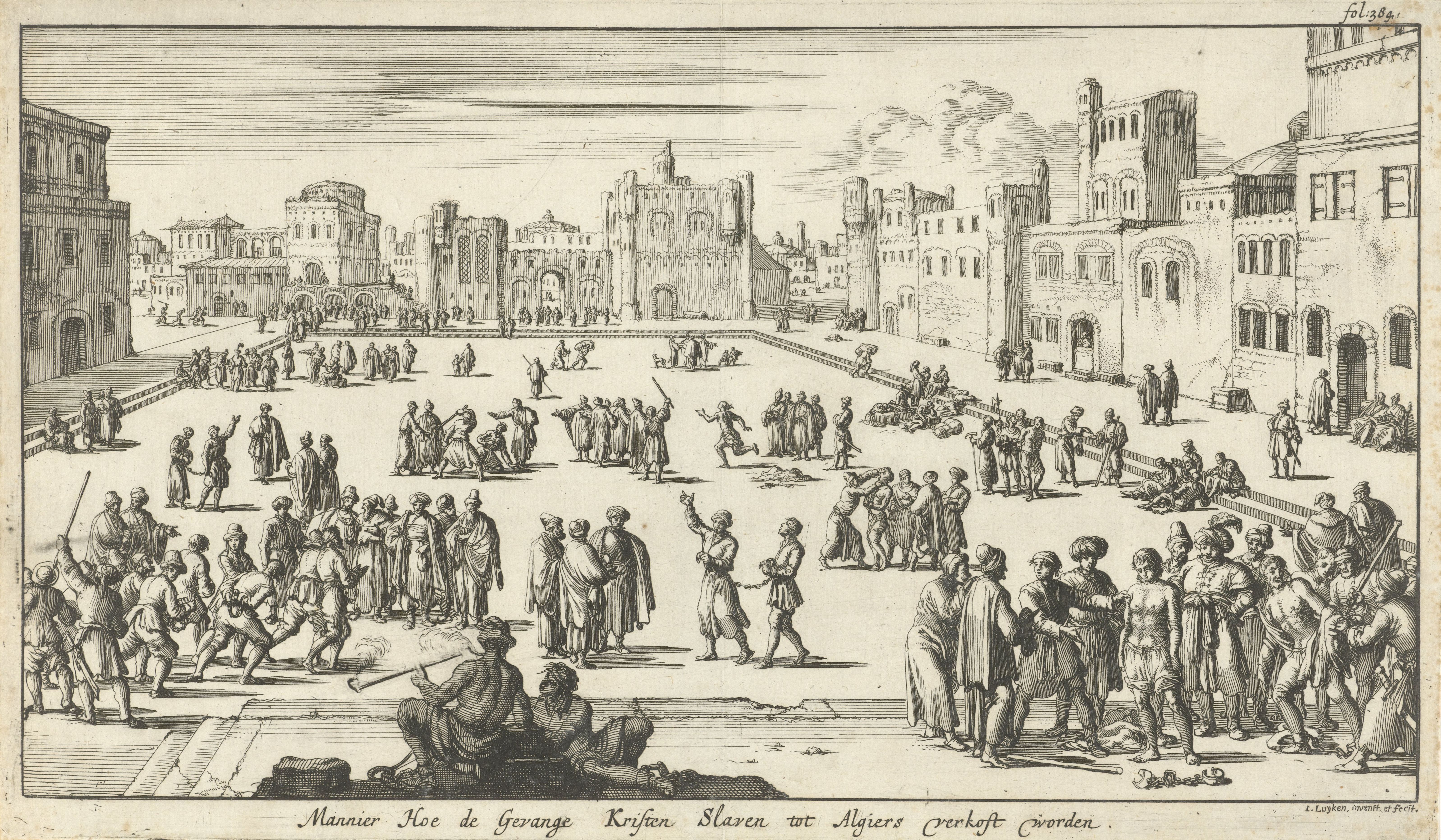
В’язнів-християн продають як рабів на площі в Алжирі. Ян Люйкен, 1684 рік

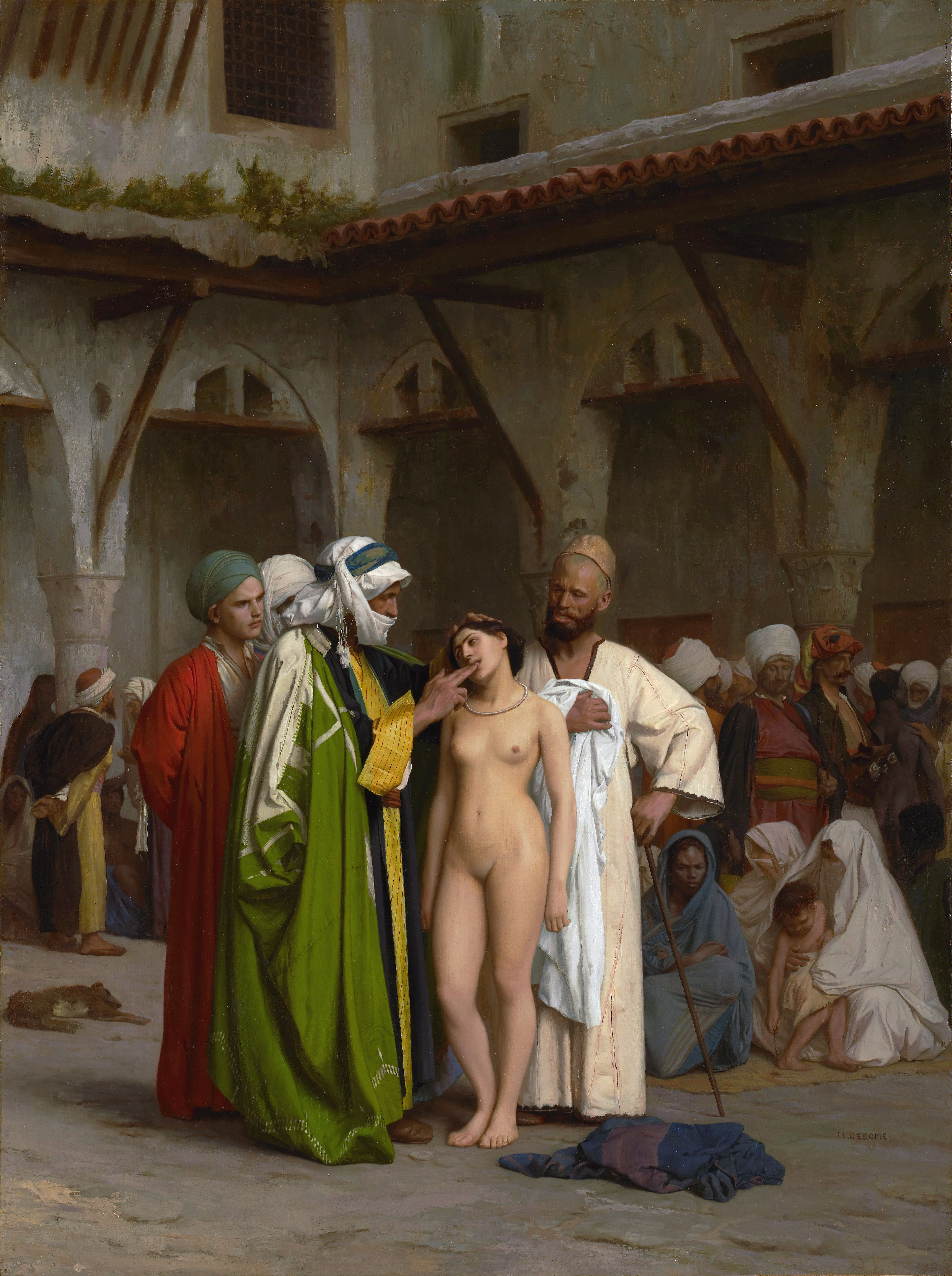
«Продаж рабині», Жан-Леон Жером (1866)

У своїй книзі 2003 року «Християнські раби, мусульманські господарі: біле рабство в Середземному морі, узбережжі Барбері та Італії, 1500—1800 рр.» професор історії Університету штату Огайо Роберт Девіс стверджує, що більшість сучасних істориків применшують розмах торгівлю білими рабами. Девіс підрахував, що работорговці лише з османських Тунісу, Алжиру та Триполі у Північній Африці з початку XVI століття до середини XVIII поневолили в Середземному морі від 1 до 1,25 мільйона європейців (ці цифри не включають європейців, які були поневолені марокканцями та іншими незалежними рейдерами з інших країн узбережжя Середземного моря).Приблизно 700 американців перебули у полоні в цьому регіоні як раби між 1785 і 1815 роками. Однак, щоб екстраполювати свою кількість, Девіс припускає, що кількість європейських рабів, захоплених берберськими піратами, залишалася приблизно постійною протягом 250-річного періоду, заявляючи: Немає записів про те, скільки чоловіків, жінок і дітей було поневолено, але можна приблизно підрахувати кількість свіжих полонених, яка була б потрібна для підтримки стабільного населення та заміни тих рабів, які померли, втекли, були викуплені або навернені. до ісламу. Виходячи з цього, вважається, що близько 8 500 нових рабів були потрібні щороку для поповнення чисельності — близько 850 000 полонених протягом століття з 1580 по 1680 рік. У підсумку, за 250 років між 1530 і 1780 роками ця цифра легко могла бути такою ж високою, як 1 250 000. Інші історики ставлять цифри Девіса під сумнів. Пітер Ерл попереджає, що аналіз кількості європейських рабів ускладнюється тим фактом, що корсари також захоплювали білих нехристиянських рабів зі Східної Європи та темношкірих рабів із Західної Африки.
Експерт і дослідник з Близького Сходу Джон Райт застерігає, що сучасні оцінки засновані на довільній екстраполяції незначної кількості зафіксованих спостережень. Друга книга Девіса «Священна війна та людське рабство: оповідання про християнсько-мусульманське рабство в ранньому сучасному Середземномор'ї» розширила увагу до пов'язаного з ними рабства.
Владні органи османської і доосманської епох не вели відповідних офіційних записів, але спостерігачі наприкінці 1500-х і початку 1600-х років підрахували, що близько 35 000 європейських рабів утримувались протягом цього періоду на Берберському узбережжі в Триполітанії, Тунісі і головним чином в Алжирі. Більшість із них були моряками, захопленими разом зі своїми кораблями, але в рабство також потрапляли рибалки та жителі прибережних поселень, особливо з узбережжя близьких до Африки країн, таких як Італія.
З баз на берберському узбережжі в Північній Африці берберські пірати здійснювали напади на кораблі, які подорожували Середземним морем, грабуючи вантажі і поневолюючи захоплених людей. Принаймні з 1500 року пірати також стали здійснювати напади на суходолі, здійснюючи рейди на приморські поселення Італії, Іспанії, Франції, Англії, Нідерландів і аж до Ісландії, захоплюючи чоловіків, жінок і дітей. У 1544 році Хайреддін Барбаросса захопив острів Іскія, взявши 4 000 полонених, та додатково поневолив близько 2 000-7 000 жителів Ліпарі. У 1551 році османський корсар Тургут-реїс поневолив усе населення мальтійського острова Гоцо, від 5 000 до 6 000 осіб, відправивши їх до Османської Триполітанії. У 1554 році корсари під керівництвом Тургут-реїса розграбували В'єсте, обезголовили 5 000 його жителів і полонили ще 6 000. В 1558 році здійснено напад на Балеарські острови, під час якого біля 4 000 людей були взяті в рабство. У 1618 році алжирські пірати напали на Канарські острови, захопивши 1000 полонених для продажу в рабство. У деяких випадках поселення, такі як Балтимор в Ірландії, були покинуті після рейду і знову зачелені лише через багато років. У період між 1609 і 1616 роками через напади берберських піратів лише Англія втратила 466 торгових суден.
Хоча берберські корсари звичайно привласнювали і вантаж захоплених ними кораблів, їхньою основною метою було захоплення немусульман для продажу як рабів або для викупу. Тих, хто мав сім'ю чи друзів, які могли викупити, тримали в полоні; найвідомішим з них був автор Мігель де Сервантес, якого утримували майже п'ять років — з 1575 по 1580. Інші були продані в різні види рабства. Полонених, які прийняли іслам, зазвичай звільняли, оскільки рабство мусульман було заборонено; але це означало, що вони ніколи не зможуть повернутися до рідних країн.
Митна статистика XVI та XVII століть свідчить про те, що додатковий імпорт рабів у Стамбул з Чорного моря міг становити близько 2,5 мільйонів осіб з 1450 по 1700 рік. Ринки впали після того, як Швеція та Сполучені Штати перемогли берберські держави у Берберських війнах (1800—1815). Експедиція ВМС США під командуванням коммодора Едварда Пребла задіяла канонерські човни для облоги Триполі в 1804 році. Британська дипломатична місія в Алжирі привела до того, що Дей погодився звільнити деяких сардинських рабів. Однак у момент, коли британці пішли, Дей наказав вбити сардинців; той самий флот, до якого приєдналися кілька голландських військових кораблів, повернувся і здійснив дев'ятигодинну бомбардування Алжиру в 1816 році, що призвело до того, що Дей прийняв нову угоду, в якій він обіцяв припинити свої операції з рабства. Незважаючи на це, торгівля продовжувалася, закінчившись лише французьким завоюванням Алжиру (1830—1847). Королівство Марокко вже придушило піратство і визнало Сполучені Штати як незалежну країну в 1776 році.

## Походження

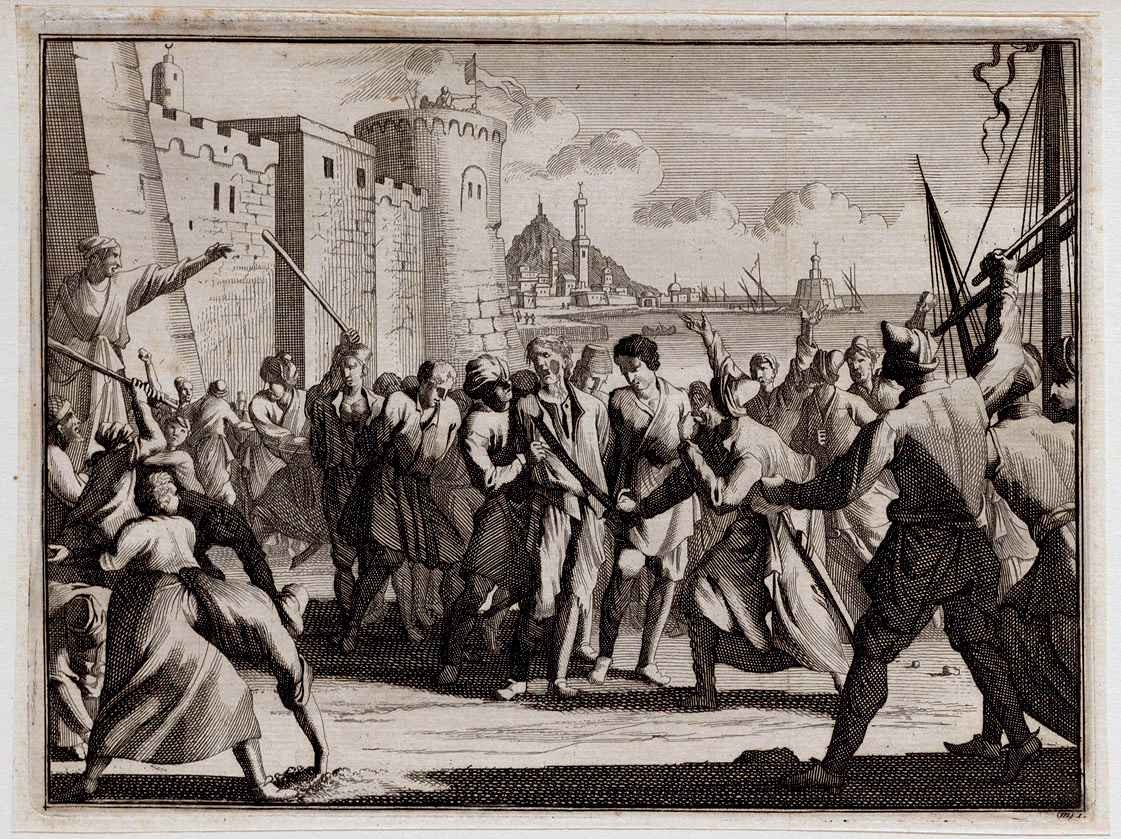
Висадка та жорстоке поводження з в’язнями в Алжирі, художники Ян Гері та Каспер Люйкен, 1706 рік.

Міста на узбережжі Північної Африки ще в римські часи були великими невільничими ринки, і ця тенденція продовжувалася в середньовіччі. Вплив берберського узбережжя начно зріс у XVI столітті, коли в регіоні стала домінувати потужна Османська імперія. Це збіглось із значним припливом нового населення - мудехарів та морисків арабського та берберського походження, а також євреїв-сефардів, що були вигнані після завершення Реконкісти з Іспанії та Португалії.
Завдяки припливу безлічі знедолених іммігрантів захисту та захисту з боку Османської імперії, берегова лінія незабаром стала осередком берберського піратством. Пірати захоплювали екіпажі кораблів і або поневолювали їх, або тримали в полоні для отримання викупу. Між 1580 і 1680 роками на берберському узбережжі перебувало близько 15 000 ренегатів, європейців-християн, які прийняли іслам, а серед капітанів корсарів біля половини були ренегатами. Деякі з них були колишніми рабами, які прийняли іслам і були звільнені, але більшість, ймовірно, ніколи не були рабами і прибули до Північної Африки за власною волею, в пошуках можливості розбагатіти.

## Повстання берберських піратів

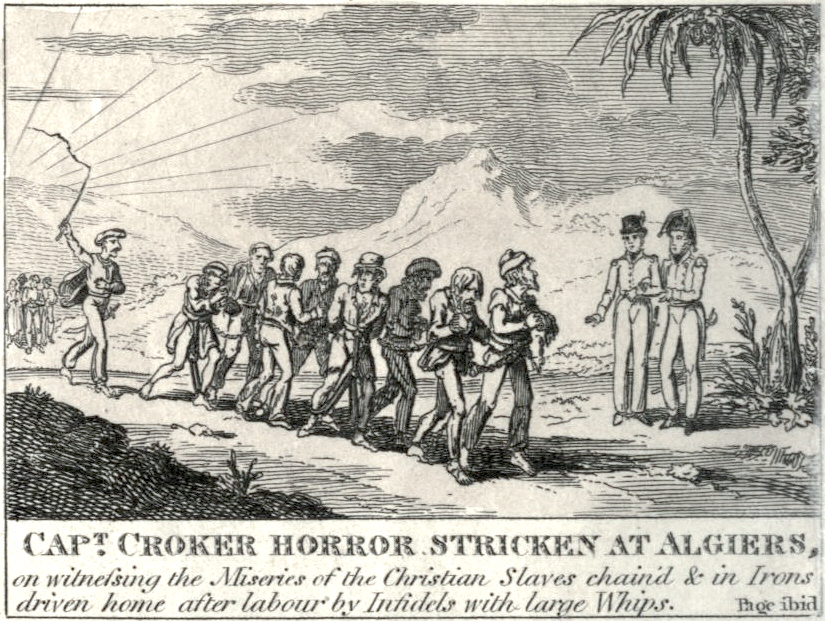
Англійський капітан вражений виглядом християнських рабів в Алжирі 1816 року

Після повстання в середині XVII століття, фактична влада Османських пашей у регіоні утримувалась лише в головних містах, таких як Триполі, Алжир та Туніс, тоді як інші території стали фактично незалежними. Без потужної центральної влади та її законів, самі пірати почали набувати значного впливу.

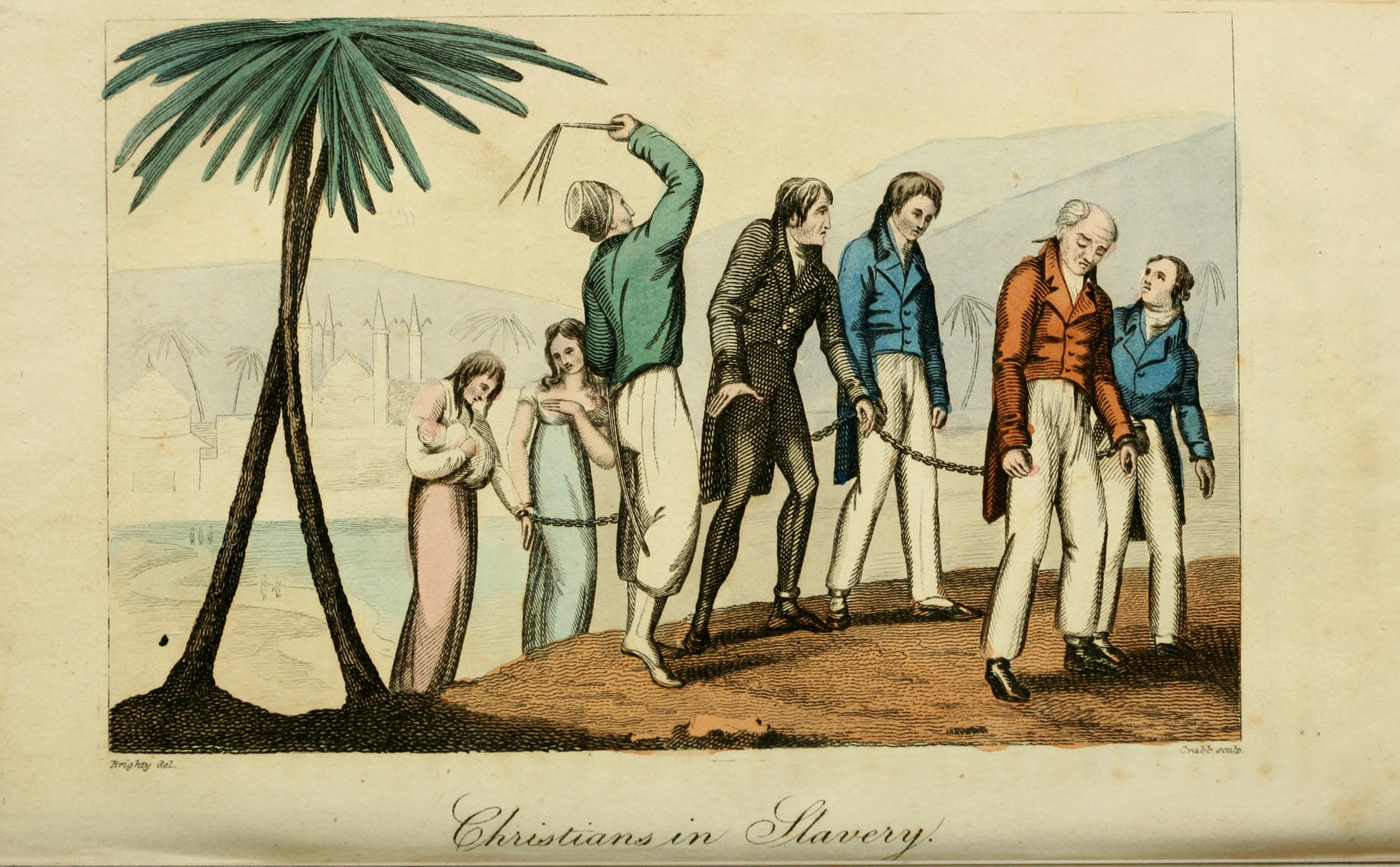
Християнські раби в Берберії, 1817 рік.

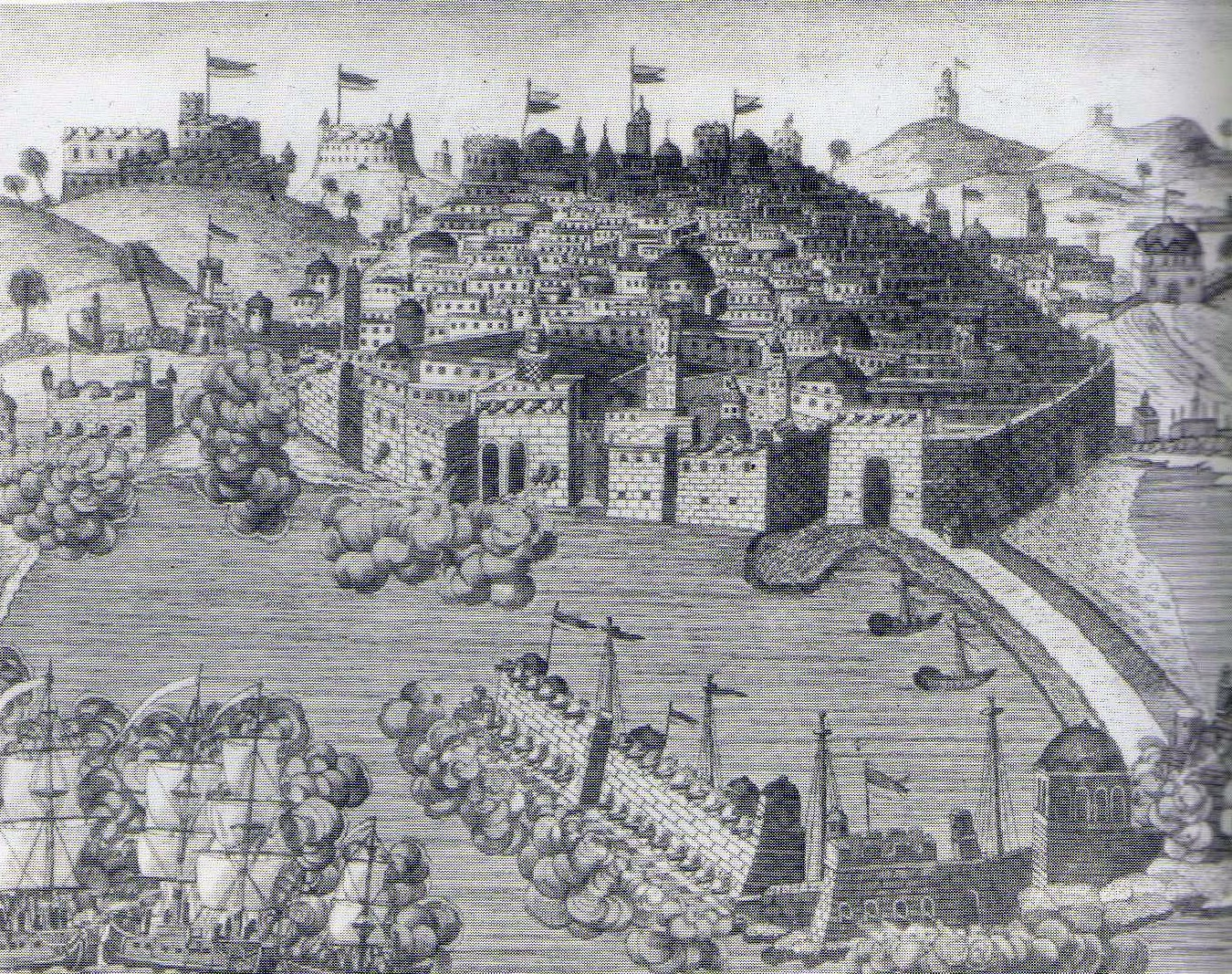
Обстріл Алжиру в 1682 році, художник Авраам Дюкен.

У 1785 році, коли Томас Джефферсон і Джон Адамс вирушили до Лондона на переговори з посланником Триполі, послом Сіді Хаджі Абдрахаманом, вони запитали його, яке він має право захоплювати рабів у такий спосіб. Він відповів, що таке право «засновано на законах пророка і що в їхньому Корані написано, що всі народи, які не вірують в пророка, є грішниками, і що це право та обов'язок істинних мусульман вести з ними війну, де б не можна було знайти невірних і зробити рабами усіх, кого вони можуть захопити в полон, і що кожен мусульман, якого було вбито в битві з невірними, обов'язково потрапить у рай».
Піратські набіги з метою захоплення рабів відбувалися на атлантичному узбережжі Африки, а також в Європі. З XVI по XIX століття існують повідомлення про рейди та захоплення людей в Італії, Іспанії, Франції, Португалії, Англії, Нідерландів, Ірландії, Шотландії, Уельсу та на північній частині Ісландії. Підраховано, що від 1 до 1,25 мільйона європейців були захоплені піратами і продані як раби в Тунісі, Алжирі та Триполі протягом цього періоду. Работоргівля європейцями в інших частинах Середземномор'я не включена в цю оцінку.
Відомі розповіді про рейди берберських работоргівців включають згадку в щоденнику Семюела Піпса та набіг на прибережне село Балтимор в Ірландії, під час якого пірати захопили в полон усе населення поселення. Атаку очолив голландський капітан Ян Янсзон, також відомий як Мурад-реїс молодший. Янсзон також очолив набіг на Ісландію 1627 року. Такі набіги в Середземне море були настільки частими і руйнівними, що берегова лінія між Венецією та Малагою зазнала повсюдної депопуляції, і поселення там були покинуті населенням. Сучасники казали про те, що там «більше не було кого захоплювати».
У 1627 році берберські пірати з Республіки Сале в сучасному Марокко (Salé Rovers) окупувала острів Ланді протягом п'яти років. Ці пірати Барбері під командуванням Янсзона винесли над островом османський прапор. Пірати Барбері робили набіги на рабство з Ланді, а полонених європейців утримували на Ланді, перш ніж відправити в Алжир для продажу як рабів.
Сила та вплив цих піратів у цей час були такими, що країни, включаючи Сполучені Штати, платили данину, щоб запобігти їхнім нападам. Поставки з Чорного моря, здається, були ще більшими. Збірка часткової статистики та неоднозначних оцінок показує, що з 1468 по 1694 роки було захоплено майже 2 мешканців Королівства Польського, Литовського князівства та Московського царства. Крім того, були раби з Кавказу, що надходили як в результаті набігів, так і торгівлі. Митна статистика XVI-XVII століть свідчить про те, що імпорт рабів у Стамбул з Чорного моря міг становити близько 2,5 мільйонів з 1450 по 1700 рік.

## Занепад
У перші роки XIX століття Сполучені Штати в союзі з європейськими державами перемогли в Першій та Другій берберських війнах проти піратів. Війни були прямою відповіддю американської, британської, французької та голландської держав на набіги та работоргівлю берберських піратів.

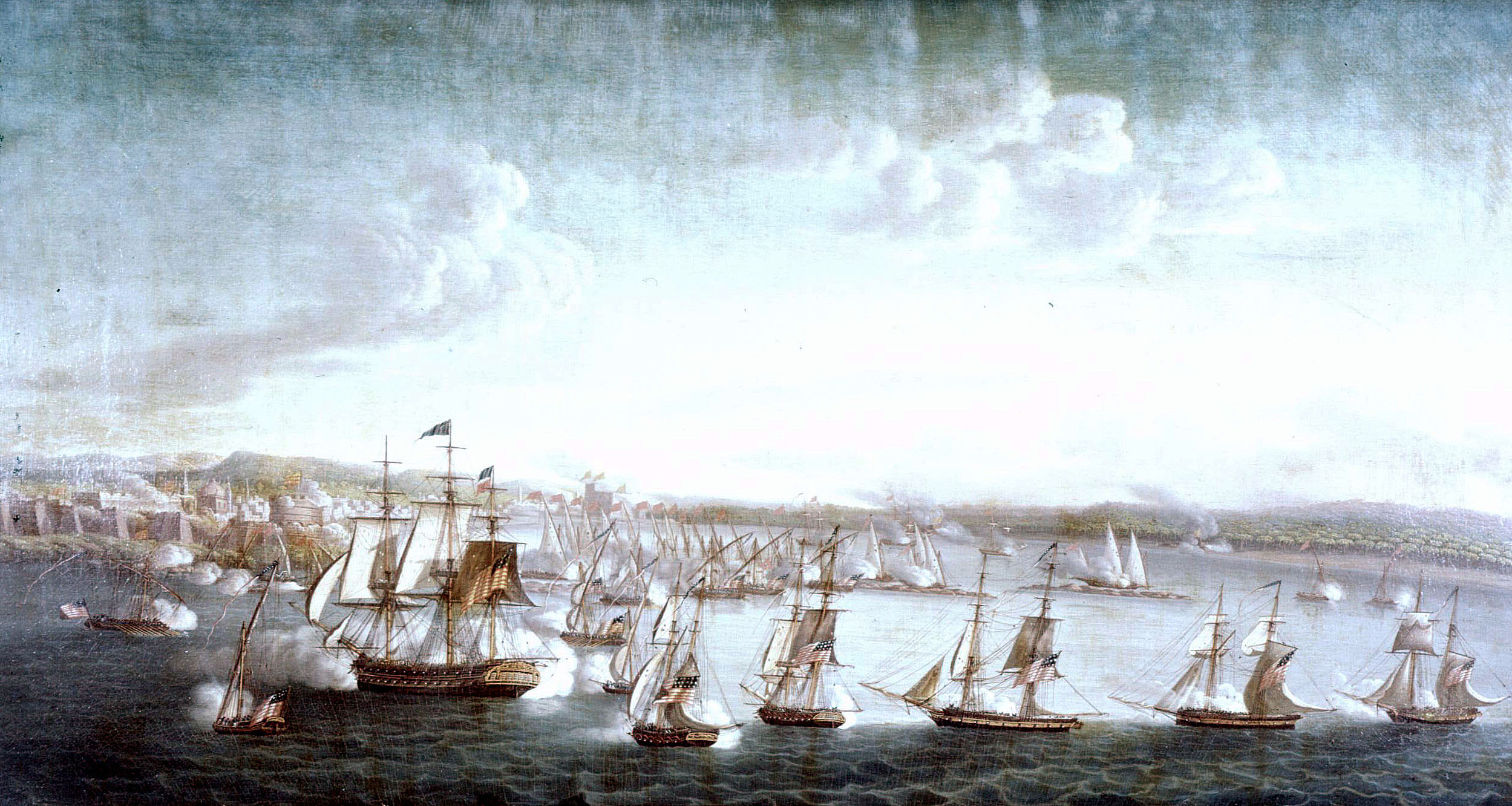
Флот США на чолі з комодором Едвардом Преблом обстрілює Триполі, 1804 рік.

Після англо-голландського бомбардування Алжиру 27 серпня 1816 року під керівництвом адмірала Едварда Пелью, 1-го віконта Ексмута, виведеного з ладу більшу частину піратського флоту, Дей Алжиру був змушений погодитися на умови, які включали звільнення 1200 вцілілих рабів. (переважно з Сардинії) та припинення їхньої практики поневолення європейців. Зазнавши поразки в цей період формальних військових дій з європейськими та американськими державами, берберські держави стали занепадати.
Берберські пірати відмовилися припинити свої рабовласницькі операції, що призвело до чергового бомбардування Алжиру з боку флоту Королівського флоту в 1824 році. Франція вторглася в Алжир у 1830 році, поставивши його під колоніальне владу. Туніс також був захоплений Францією в 1881 році. Триполі повернувся під прямий контроль Османської імперії в 1835 році, перш ніж потрапити в італійські руки під час італо-турецької війни 1911 року. Таким чином, работорговці тепер виявили, що вони повинні працювати відповідно до законів своїх губернаторів і більше не можуть дивитися на саморегулювання.
Берберська работоргівля остаточно зупинились в 1890-х роках, коли Алжир був завойований Францією. Після європейської окупації работоргівля та ринки рабів у Середземномор'ї занепали і зрештою зникли. Работоргівля припинилася на берберському узбережжі в XIX-XX століттях або коли європейські уряди прийняли закони, що надають рабам емансипацію.
Слово razzia було запозичене через італійську та французьку мову з арабської ґазія Магрибі (араб. غزية — рейд або набіг), спочатку мав на увазі набіги рабів, які проводили берберські пірати.

## Подальше читання
- Ekin, Des (2006). The Stolen Village : Baltimore and the Barbary Pirates. Dublin: The O'Brien Press. ISBN 9781847171047. OCLC 817925909.
- Davis, Robert C. (2004). Christian slaves, Muslim masters : white slavery in the Mediterranean, the Barbary Coast, and Italy, 1500-1800 (вид. Pbk.). Basingstoke: Palgrave Macmillan. ISBN 9781403945518. OCLC 56443764.
- Adams, Robert (2005). The narrative of Robert Adams, a barbary captive. Cambridge: Cambridge University Press. ISBN 9780521603737. OCLC 57577347.
- Gerber, Jane S. (1992). The Jews of Spain : a history of the Sephardic experience. New York: Free Press. ISBN 0029115744. OCLC 26503593.
- When Europeans Were Slaves: Research Suggests White Slavery Was Much More Common Than Previously Believed. Ohio State News (англ.). 8 березня 2004. Архів оригіналу за 22 січня 2018. Процитовано 27 жовтня 2017.
- The Thomas Jefferson Papers — America and the Barbary Pirates — (American Memory from the Library of Congress)
- Charles Sumner (17 лютого 1847). White Slavery in the Barbary States: A Lecture Before the Boston Mercantile Library Association. W. D. Ticknor.